# UralAZ
La Fábrica de automóviles de los Urales (en ruso: Уральский автомобильный завод, romanizado: Uralnskiy Avtomobilny Zavod), o UralAZ, es un importante fabricante de camiones pesados de Rusia. La empresa fue establecida en 1941, cuando la fábrica ZiS fue evacuada de Moscú durante la Segunda Guerra Mundial.

## Historia

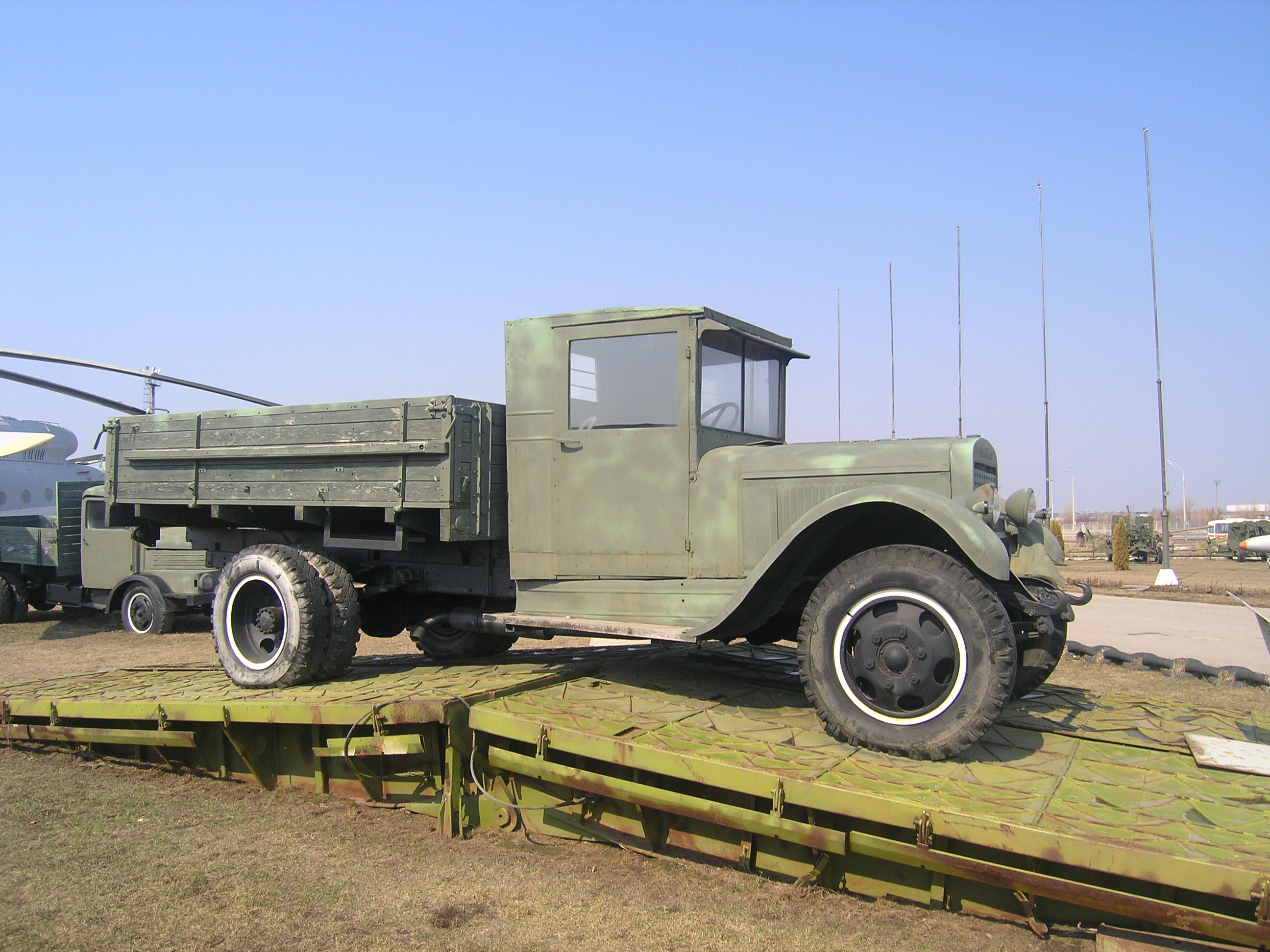
Un UralZiS-5 en el Museo de la Tecnología automotríz de AvtoVAZ en Togliatti.

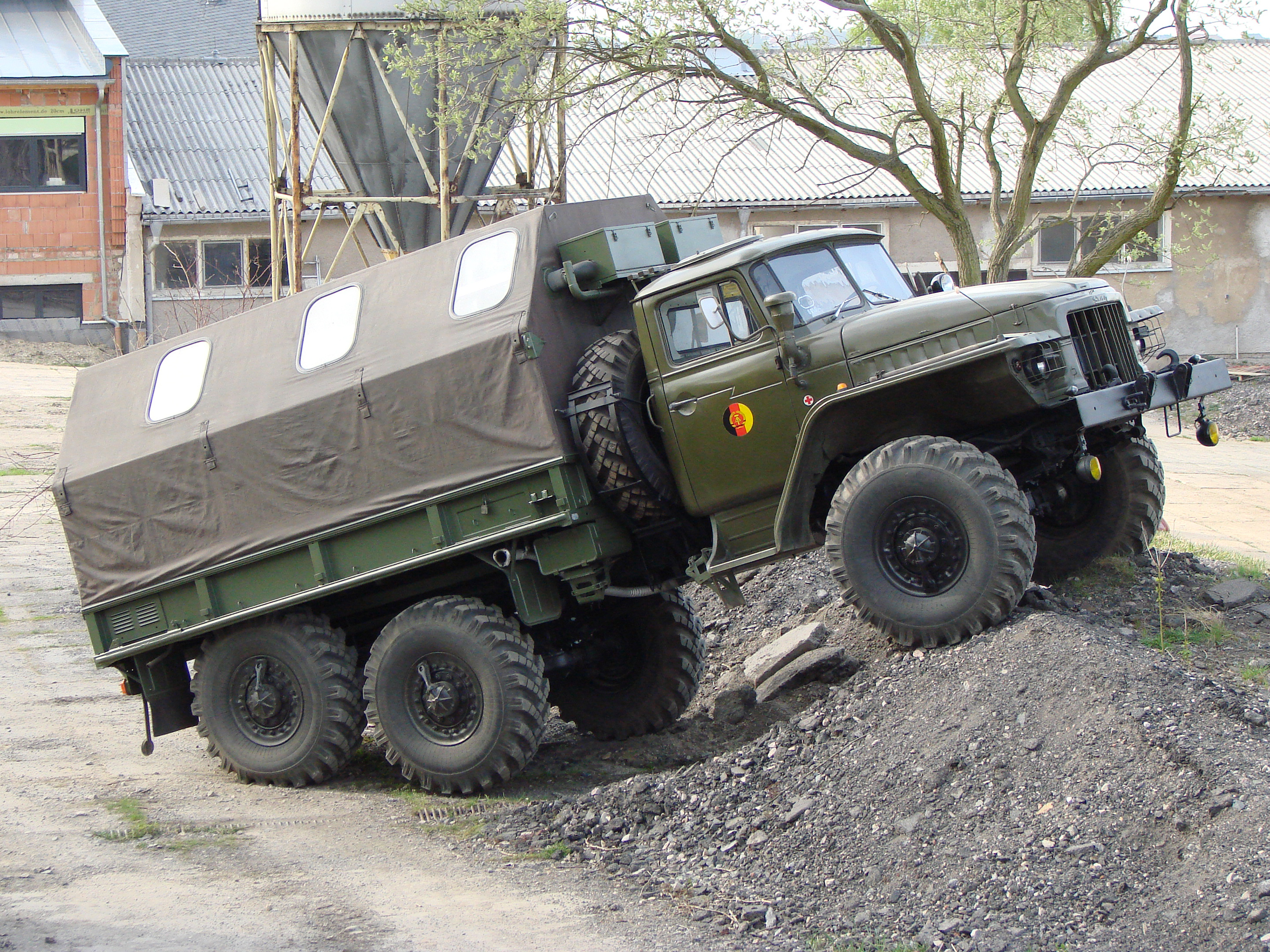
Un Ural-375D (Урал-375Д).

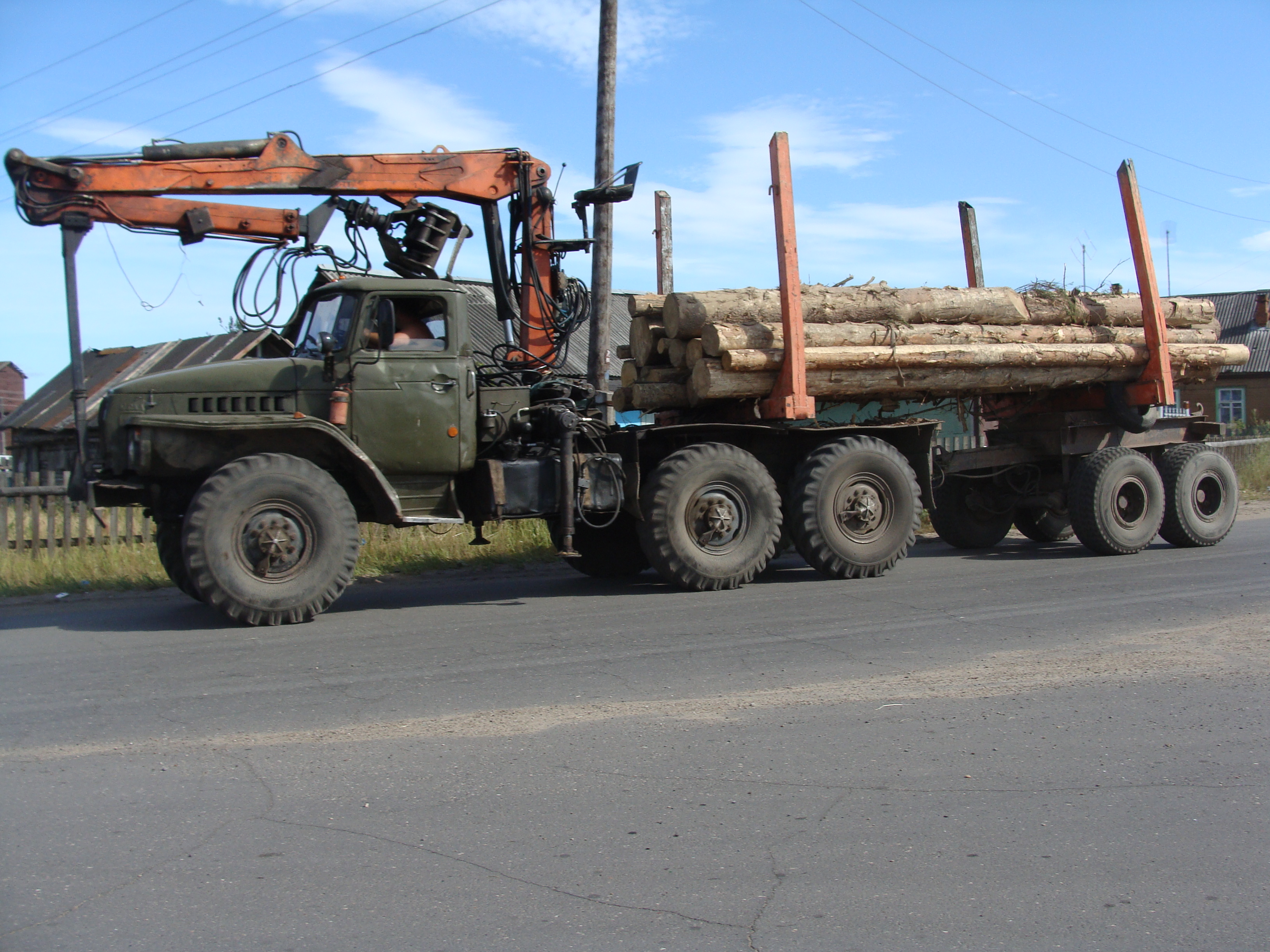
Un Ural-4320 (Урал-4320) cargado de madera.

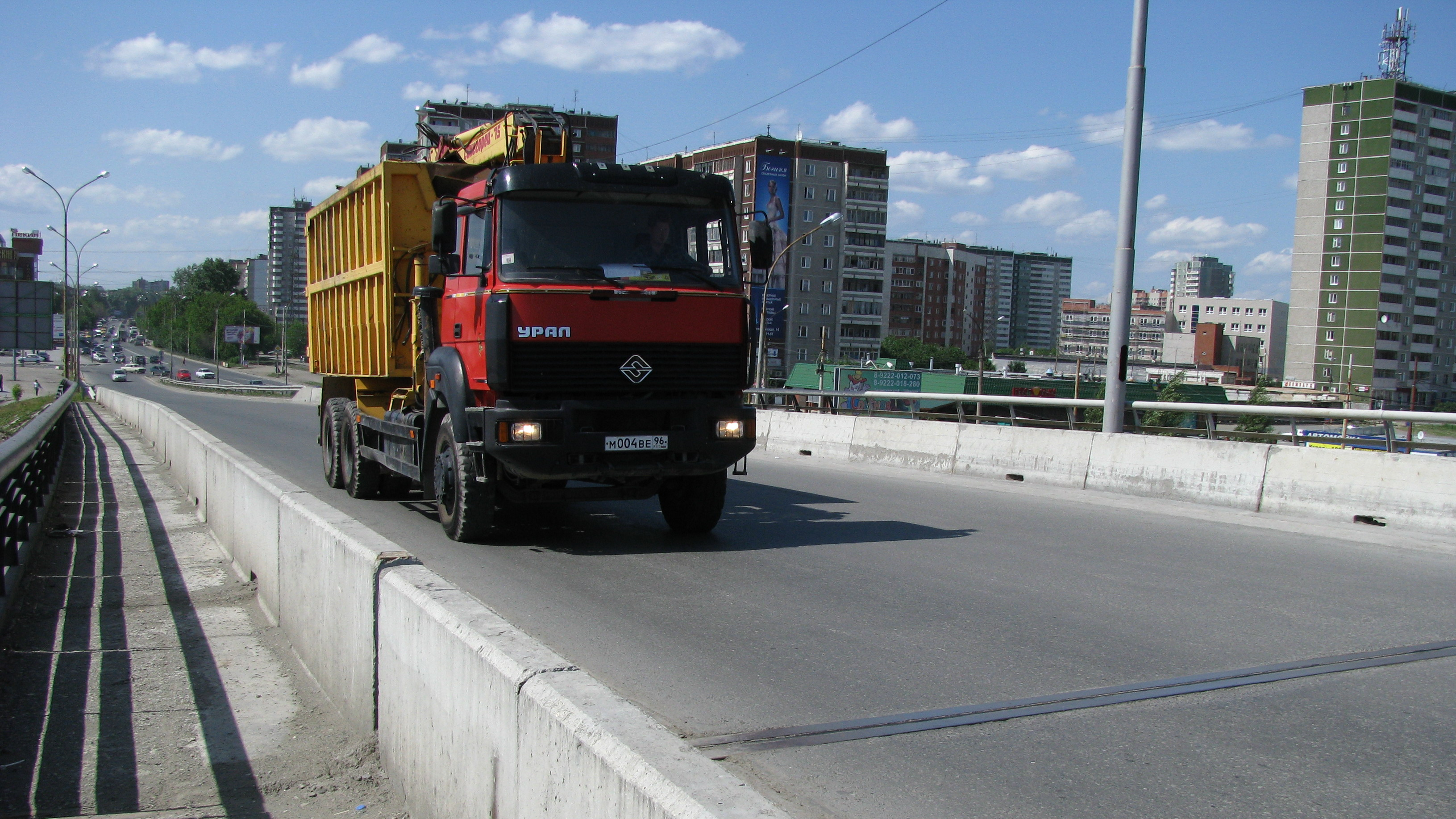
Un camión Ural-6361 (Урал-6361).

- 30 de noviembre de 1941 - Una decisión de la Comisión de Defensa del Estado crea en la ciudad de Miass los planes y la organización del traslado y la construcción de una nueva e incipiente industria automovilística. Allí se inician dichas labores con la instalación de talleres de las industrias de fundición y forja metalúrgica especializada, a partir de las maquinarias e instalaciones que fueran evacuadas de Moscú de la la fábrica N.º 2 de Automóviles de Stalin, antes de la invasión alemana a Rusia.

- Inicios de marzo de 1942 - Se da inicio a las labores de la nueva planta en su primer taller terminado.

- Inicios de abril de 1942 - Se producen los primeros motores y las primeras transmisiones.

- 14 de febrero de 1943 - Se idean y trazan los primeros planes para convertir la planta de ensamblaje de autos de pasajeros a la construcción y ensamblaje de coches pesados.

- 8 de julio de 1944 - La construcción del primer coche, un UralZIS-5B.

- Inicios de octubre de 1957 - Se celebran los primeros cincuenta años del comienzo de la historia del deporte a motor en la Unión Soviética. Los vehículos "UralZiS" En la ciudad de Rostov del Don, se celebra la primera competencia automovilística de la Unión Soviética. Los participantes fueron 98 marcas de automóviles locales, en la que se destacaron los modelos de procedencia local como los LIS-150, GAZ-63 y GAZ-51, y entre ellos seis coches "UralZIS-355V". Todo el equipo allí destacado por dicha marca ganarían los primeros lugares.

- 1958 - En sus líneas de producción dominan los modelos de camiones de dos ejes UralZIS-355M, que fueran usados durante la época del desarrollo agrícola de las tierras vírgenes localizadas en los Urales, Siberia y Kazajistán.

- 1961 - el lanzamiento del primer servicio pesado de tres ejes vehículo todo terreno Ural-375. Para el desarrollo del diseño y la introducción de esta planta de automóviles y de los Urales fue galardonado con el título de la Exposición de Logros Económicos URSS de primer grado.

- 1962 - La fábrica cambia su nombre y razón social, pasa de "UralZiS" a "UralAZ".

- 1966 - La fábrica sería galardonada con la Orden Suprema de la Bandera Roja del Trabajo.

- 21 de enero de 1986 - Se fabrica en las instalaciones el coche número un millón.

- Inicios de junio del 2000 - En un proceso de reestructuración del sistema centralizado de economía, la empresa es ahora ofertada de manera pública a una filial de la sociedad "JSC RusPromAvto", quien luego la adquiere.

- 2001 - La sociedad "JSC RusPromAvto" adquiere la Fábrica de automóviles Ural, y así se convierte en uno de los más grandes de la industria autoholdings de Rusia.

- 2005 - Se hace parte del grupo Gorkovsky Avtomobilny Zavod (GAZ).

- 2007 - 2008 - Se inicia el desarrollo de un novedoso programa activo sobre la base del chasis del camión Ural-63685, para la adaptación de diversos carrocerías. Se adaptan de manera exitosa ciertas y valiosas modificaciones a su chasis anterior; tales como grúas de capacidad de hasta 40 toneladas, camiones cisterna, camiones camabaja, tracto-tráileres, camiones de tipo volco con descarga tripartita en asocio con la planta "Autoworks MetallovozUralsky".[1]

## Joint Ventures
En el año de 1994, y sobre el marco de las privatizaciones del conglomerado industrial soviético ahora en manos de la Federación Rusa; la fábrica "UralAZ", junto con el conglomerado italiano automotríz Iveco fundarían una empresa conjunta para la producción de camiones pesados, una sociedad a la que se llamaría posteriormente "Iveco/UralAZ"; y que más adelante sería redenominada "Iveco-AMT".
Luego ésta se encargaría de la producción de camiones, tractores, tractocamiones y camiones de usos especiales, así como chasis bajo licencia de Iveco. La capacidad de producción se incrementaría con dicho acuerdo hasta los 3000 vehículos por año. 
En el año 2008, y preparando la producción de tractocamiones de los modelos Ural-63685 y el Ural-6563, que contarían con una mayor capacidad de carga, y los que serían producidos en mayores cantidades, así como se les realizarían varias adaptaciones a sus chasis vigentes y en producción para adaptarlos a las grandes demandas del mercado automotor ruso.

## Productos
- Ural-375D
- Ural-4320
- Ural-5323
- Ural-5920
- Ural-6361
- Ural-6563
- Ural-63685
- TC-1

## Galería

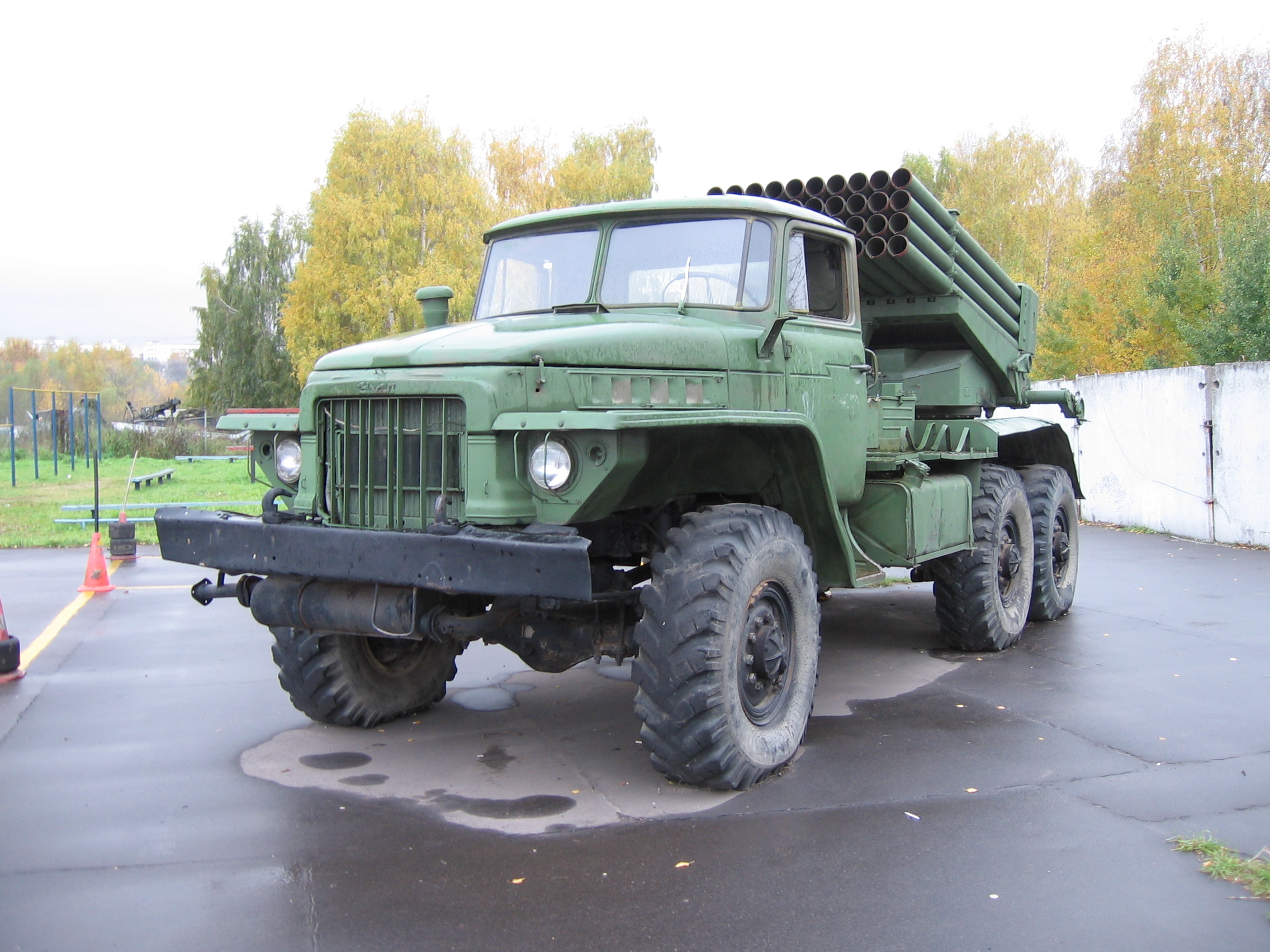
Vehículo BM-21 lanzadera de cohetes Ural-375D.
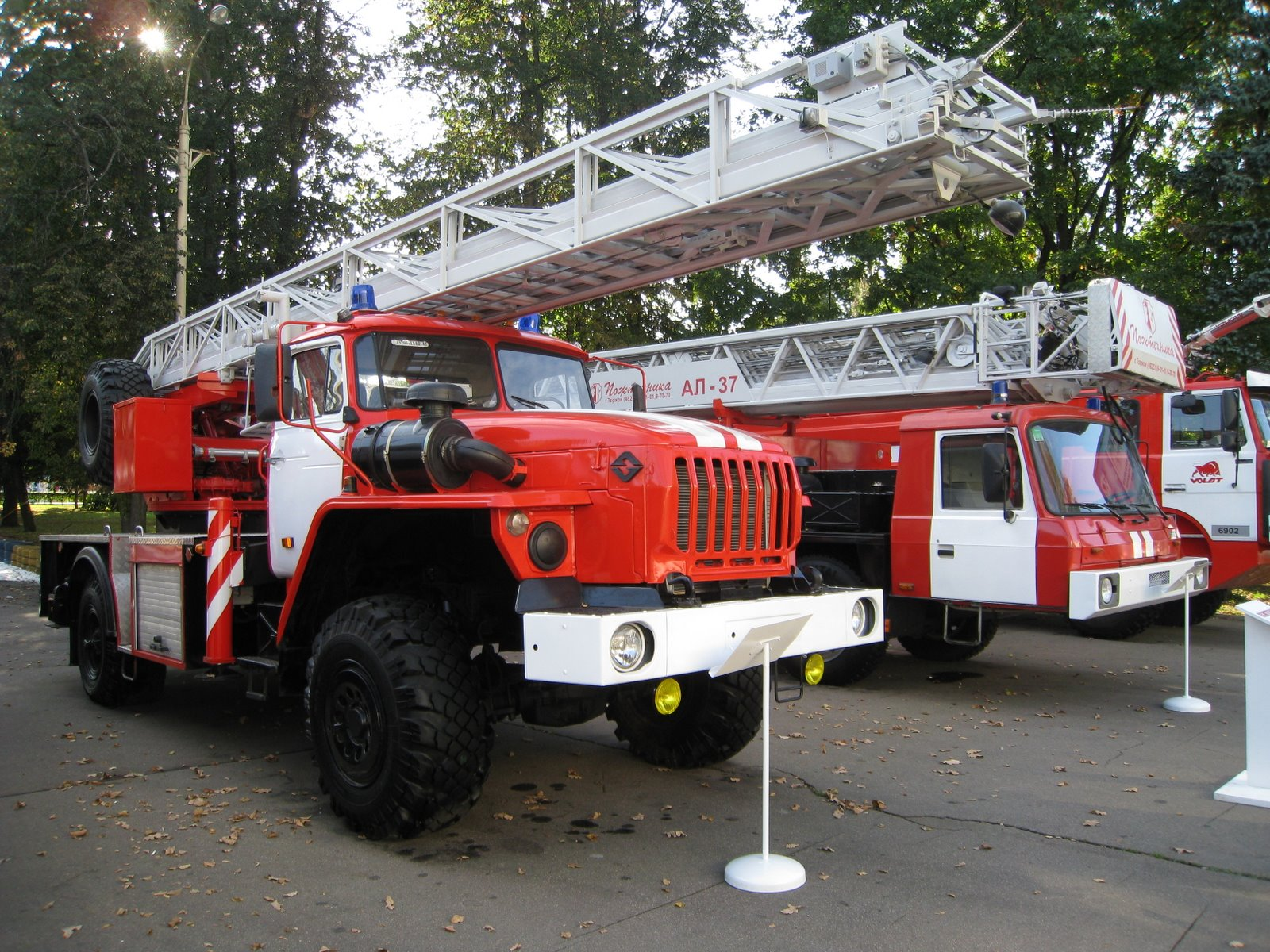
Vehículo contraincendios Ural.
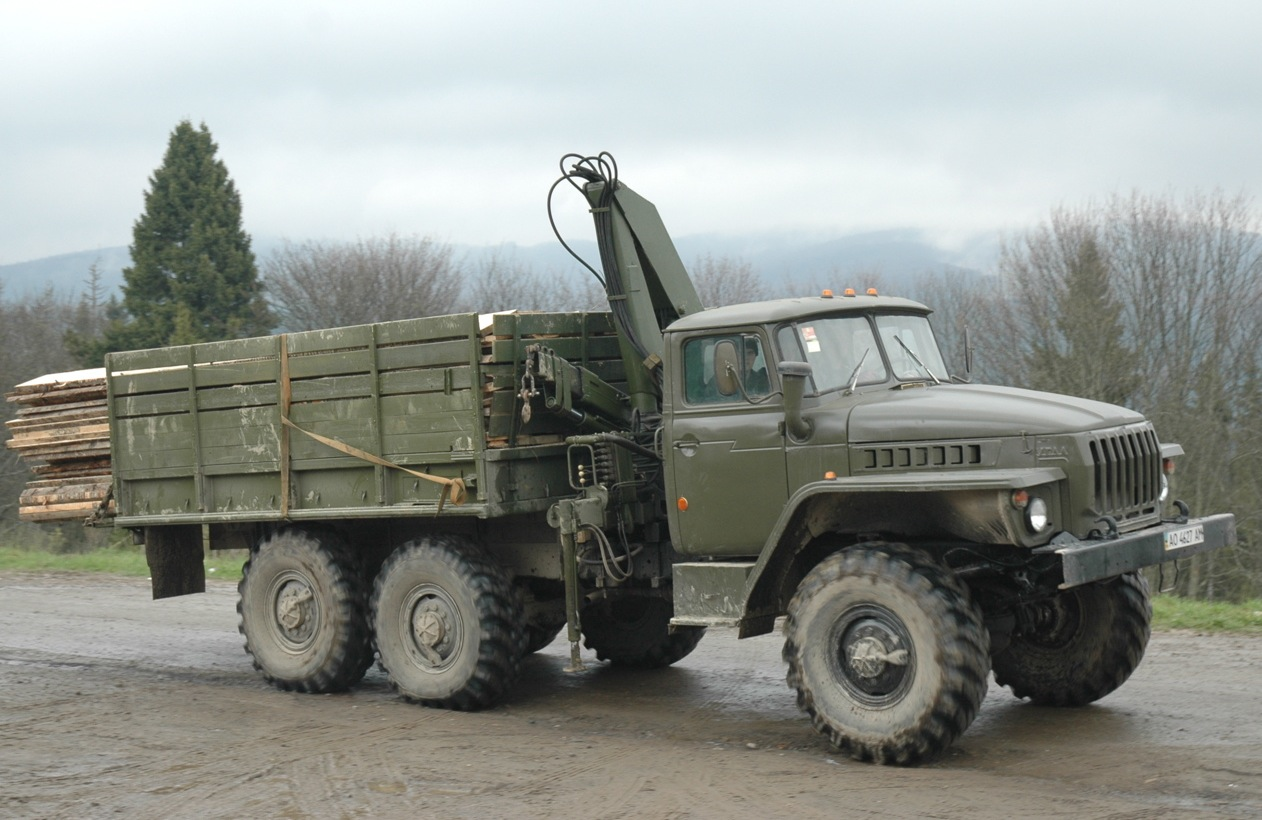
Un camión Ural-4320.
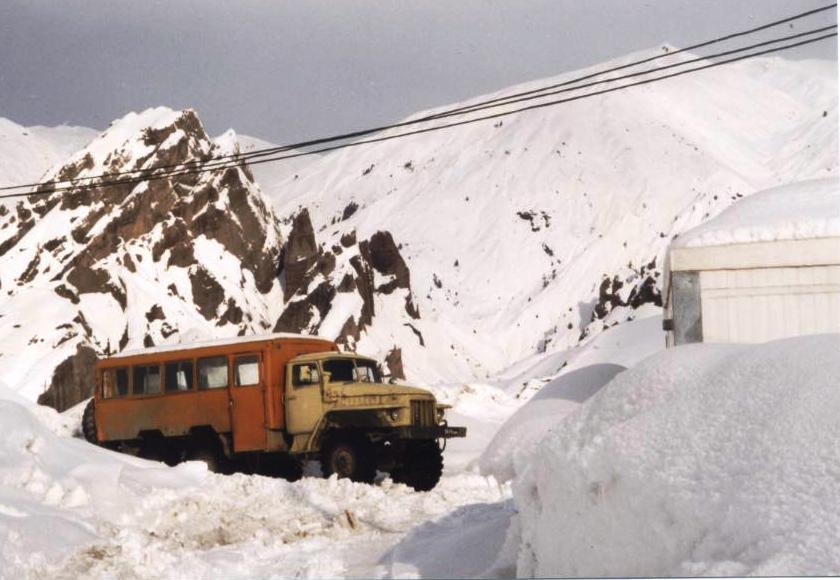
Un camión Ural-375D fungiendo de autobús en Tayikistán.
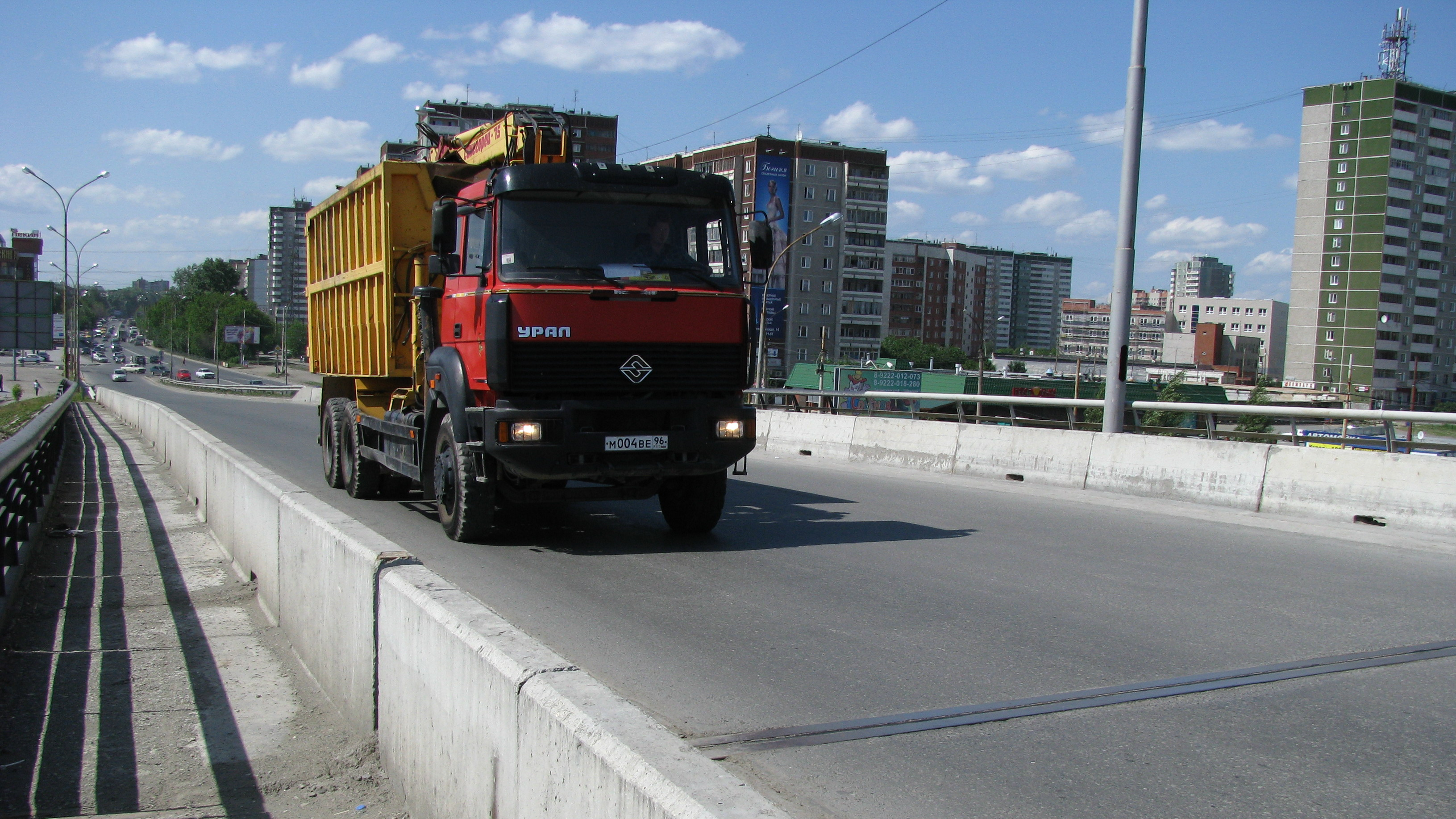
Un camión Ural-6361 en Yekaterinenburgo, Rusia.